# بطولة آسيا للرماية بالبندقية 2019
بطولة آسيا للرماية بالبندقية 2019، هي بطولة آسيا التاسعة للرماية بالبندقية والتي أقيمت في الفترة من 20 إلى 30 سبتمبر 2019، في نادي أسانوف للرماية، ألماتي الكازاخستانية.

## ملخص الميداليات

### الرجال
| الألعاب                | الذهبية                                                          | الفضية                                                          | البرونزية                                                    |
| ---------------------- | ---------------------------------------------------------------- | --------------------------------------------------------------- | ------------------------------------------------------------ |
| الرماية                | ناصر المقلد · الكويت                                             | فيكتور خاسيانوف · كازاخستان                                     | سالم الناصري · عمان                                          |
| الرماية (فرق)          | كازاخستان · ألكسندر فيدوروف · فيكتور خاسيانوف · أندري موغيليفسكي | الكويت · عبد الرحمن الفيحان · ناصر المقلد · خالد المضف          | الصين · خى ويدونغ · ليو جي · يو هايتشنغ                      |
| الرماية المزدوجة       | حمد المري · قطر                                                  | جراح الشويعر · الكويت                                           | ألكسندر فيدوروف · كازاخستان                                  |
| الرماية المزدوجة (فرق) | قطر · مسعود حمد العذبة · راشد حمد العذبة · حمد المري             | كازاخستان · ألكسندر فيدوروف · مكسيم كولومويتس · شينغيس ييغيمكول | الكويت · ناصر المقلد · سعد المطيري · جراح الشويعر            |
| السكيت                 | جين دي · الصين                                                   | سيف بن فطيس · الإمارات العربية المتحدة                          | رشيد صالح حمد · قطر                                          |
| السكيت (فرق)           | الصين · دون يويهنغ · جين دي · تانغ شواي                          | قطر · مسعود صالح العذبة · رشيد صالح حمد · عبد العزيز العطية     | الكويت · عبد الله الرشيدي · منصور الرشيدي · عبد العزيز السعد |

### السيدات
| الألعاب       | الذهبية                                         | الفضية                                                                   | البرونزية                                                   |
| ------------- | ----------------------------------------------- | ------------------------------------------------------------------------ | ----------------------------------------------------------- |
| الرماية       | سارة الحوال · الكويت                            | أناستاسيا دافيدوفا · كازاخستان                                           | ليو ينغزي · الصين                                           |
| الرماية (فرق) | الصين · هوانغ شياومان · ليو ينغزي · جانغ شينكيو | كازاخستان · أناستاسيا دافيدوفا · ماريا دميتريينكو · سارسنكول ريسبكوفا    | الكويت · هاجر عبد الملك · سارة الحوال · شهد الحوال          |
| السكيت        | وي مينغ · الصين                                 | إيسارابا إيمبراسيرتسوك · تايلاند                                         | آسيم أورينباي · كازاخستان                                   |
| السكيت (فرق)  | الصين · شي هونغيان · وي مينغ · تشانغ دونغليان   | تايلاند · إيسارابا إيمبراسيرتسوك · سوتيا جيو تشالوميت · ناتشايا سوتاربون | كازاخستان · أنجيلينا ميشوك · آسيم أورينباي · أولغا بانارينا |

### مختلط
| الألعاب       | الذهبية                                        | الفضية                        | البرونزية                      |
| ------------- | ---------------------------------------------- | ----------------------------- | ------------------------------ |
| الرماية (فرق) | كازاخستان · فيكتور خاسيانوف · ماريا دميتريينكو | لبنان · آلان موسى · راي باسيل | الصين · يو هايتشنغ · ليو ينغزي |

## جدول الميداليات
*   البلد المضيف (مضيف)
| المرتبة | فريق                     | ذهبية | فضية | برونزية | المجموع |
| ------- | ------------------------ | ----- | ---- | ------- | ------- |
| 1       | الصين                    | 5     | 0    | 3       | 8       |
| 2       | كازاخستان                | 2     | 4    | 3       | 9       |
| 3       | الكويت                   | 2     | 2    | 3       | 7       |
| 4       | قطر                      | 2     | 1    | 1       | 4       |
| 5       | تايلاند                  | 0     | 2    | 0       | 2       |
| 6       | الإمارات العربية المتحدة | 0     | 1    | 0       | 1       |
| 6       | لبنان                    | 0     | 1    | 0       | 1       |
| 8       | عمان                     | 0     | 0    | 1       | 1       |
| المجموع | المجموع                  | 11    | 11   | 11      | 33      |

## الروابط الخارجية
- الاتحاد الآسيوي للرماية